# Juca Badaró
Juca Badaró é um diretor de filmes, pesquisador e jornalista brasileiro, indicado por duas vezes ao Grande Prêmio do Cinema Brasileiro, nas categorias longa-metragem e curta-metragem.
Nascido em Salvador, na Bahia, José Otávio Monteiro Badaró Santos, nome artístico Juca Badaró, coordena, desde 2017, o Cineclube Fruto do Mato, na cidade de Lençóis, na Chapada Diamantina, Bahia.
Formado em Comunicação Social – Jornalismo, Juca Badaró tem mestrado em Memória: Linguagem e Sociedade pela Universidade Estadual do Sudoeste da Bahia (UESB), especialização em Literatura Brasileira pela Universidade do Estado da Bahia (UNEB), e atualmente pesquisa a obra literária do escritor Jorge Amado no Doutorado em Memória: Linguagem e Sociedade.
Seu filme “As cores da Serpente”, foi o primeiro documentário gravado em Angola a entrar no circuito comercial do cinema brasileiro, em 2019. O longa-metragem foi exibido em pelo menos seis capitais do país e, em 2020, foi indicado ao Grande Prêmio do Cinema Brasileiro, na categoria de melhor documentário.

Seu filme mais recente, "Muxima", também foi indicado ao Grande Prêmio do Cinema Brasileiro 2023, na categoria documentário de curta-metragem. Rodado em Angola, "Muxima" trata da maior manifestação religiosa deste país africano, no Santuário de Nossa Senhora da Muxima, na província de Luanda. 